# Anthrax bellula
Anthrax bellula är en tvåvingeart som beskrevs av Philippi 1865. Anthrax bellula ingår i släktet Anthrax och familjen svävflugor. Inga underarter finns listade i Catalogue of Life.